# Llista d'ecoregions de Bhutan
Les ecoregions de Bhutan generalment varien segons l'altitud i les precipitacions. Bhutan ocupa 38.394 quilòmetres quadrats a l'Himàlaia oriental, en altituds que van des dels 97 metres fins als 7.570 metres. Les valls seques i planes del Bhutan occidental i central solen estar relativament densament poblades i intensament conreades. Les valls de l'est més humides, però, solen ser barrancs més estrets i més costeruts. A elevacions més baixes i mitjanes, els biomes indomalaians van des de boscos tropicals i subtropicals fins a boscos de coníferes temperades. A les regions muntanyoses del nord, Bhutan és en gran part paleàrtic, formant boscos de coníferes temperades, prats i arbustos de muntanya i faixes sense cap ecozona on encabir-les per causa de les seves altes elevacions glacials.
| Ecozona    | Bioma                                                   | Ecoregió                                                 | Districtes |
| ---------- | ------------------------------------------------------- | -------------------------------------------------------- | --- |
| Indomalaia | Boscos tropicals i subtropicals de frondoses humits     | Boscos semiperennifolis de la vall del Brahmaputra       | Dagana, Pemagatshel, Samdrup Jongkhar, Sarpang, Trashigang |
| Indomalaia | Boscos temperats de frondoses mixtos                    | Boscos de frondoses de l'Himàlaia oriental               | Chukha, Dagana, Gasa, Haa, Lhuntse, Mongar, Paro, Punakha, Samdrup Jongkhar, Samtse, Sarpang, Thimphu, Trashigang, Trashiyangse, Tsirang, Wangdue Phodrang, Zhemgang            |
| Indomalaia | Bosc temperat de coníferes                              | Boscos de coníferes subalpines de l'Himàlaia oriental    | Bumthang, Chukha, Dagana, Gasa, Haa, Lhuntse, Mongar, Paro, Punakha, Samdrup Jongkhar, Sarpang, Thimphu, Trashigang, Trashiyangse, Trongsa, Tsirang, Wangdue Phodrang, Zhemgang |
| Indomalaia | Boscos tropicals i subtropicals de frondoses humits     | Boscos subtropicals de frondoses de l'Himàlaia           | Bumthang, Chukha, Dagana, Mongar, Pemagatshel, Samdrup Jongkhar, Samtse, Sarpang, Tsirang, Zhemgang                                                                             |
| Indomalaia | Boscos tropicals i subtropicals de coníferes            | Pinedes subtropicals de l'Himàlaia                       | Dagana, Trongsa, Tsirang, Wangdue Phodrang, Zhemgang |
| Indomalaia | Praderies, sabanes i matollars tropicals i subtropicals | Sabana i gespes de Terai-Duar                            | Chukha, Dagana, Samtse |
| Paleàrtica | Praderies i matollars de muntanya                       | Arbusts i herbàcies alpines de l'Himàlaia oriental       | Bumthang, Gasa, Haa, Lhuntse, Paro, Punakha, Thimphu, Trashiyangse, Trongsa, Wangdue Phodrang                                                                                   |
| Paleàrtica | Bosc temperat de coníferes                              | Boscos de coníferes subalpins del nord-est de l'Himàlaia | Trashigang |